# Nyża nad Jaworzyńskim Żlebem
Nyża nad Jaworzyńskim Żlebem – jaskinia, a właściwie schronisko, w Dolinie Łężnej w Tatrach Wysokich. Wejście do niej położone jest w Jaworzyńskim Żlebie, powyżej pierwszego progu, w pobliżu Groty w Jaworzyńskim Żlebie i Schronu przy Grocie w Jaworzyńskim Żlebie, poniżej Zbójnickiej Kapliczki, na wysokości 975 m n.p.m. Jaskinia jest pozioma, a jej długość wynosi 5 metrów.

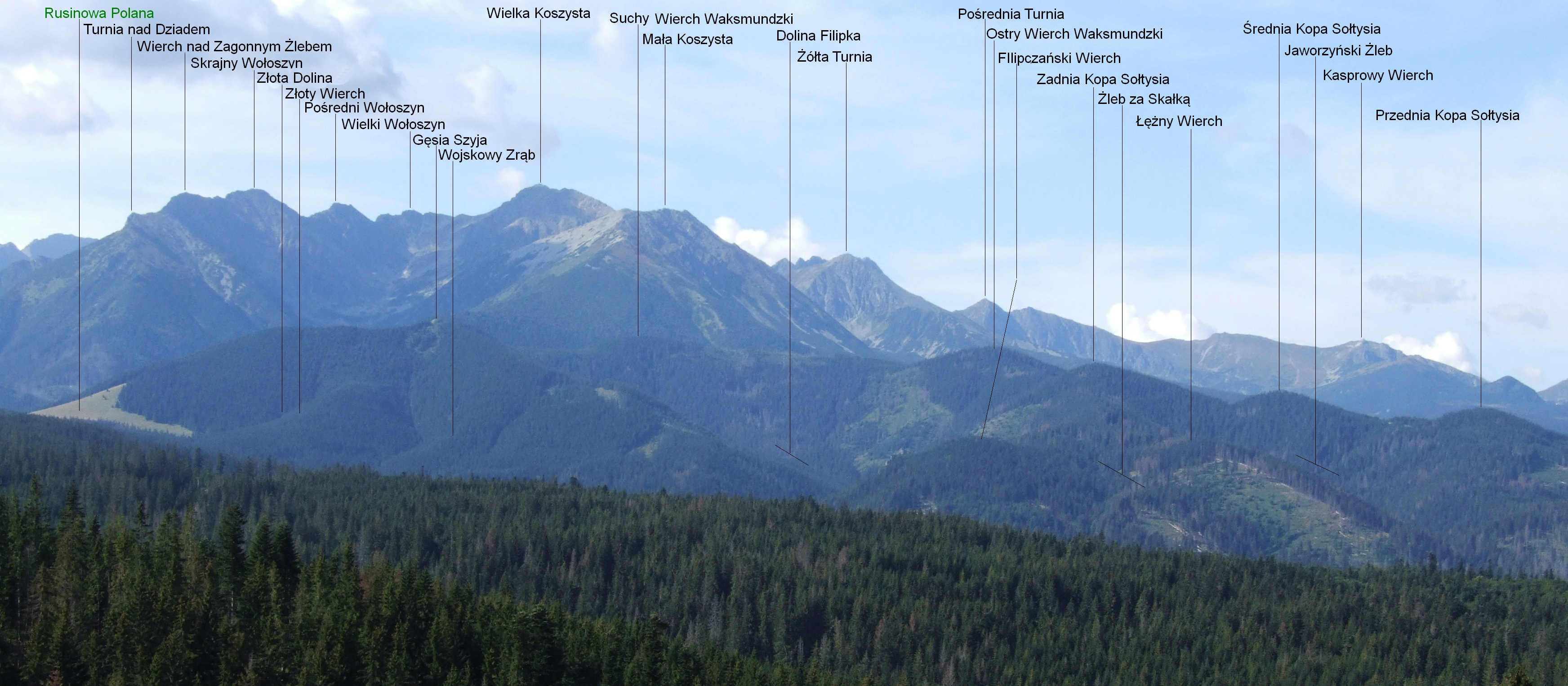
Widok z Głodówki. Na prawo Jaworzyński Żleb

## Opis jaskini
Jaskinią jest szeroka nyża przechodząca w niewielką salkę, która zwęża się i kończy wąską szczeliną.

## Przyroda
W jaskini brak jest nacieków. Ściany są suche, rosną na nich porosty. Fauna nie była badana.

## Historia odkryć
Jaskinia była prawdopodobnie znana od dawna. Jej pierwszy plan i opis sporządzili E. Głowacka, I. Gmaj-Różyczka i M. Różyczka w 1977 roku.